# Штурман (авиация)

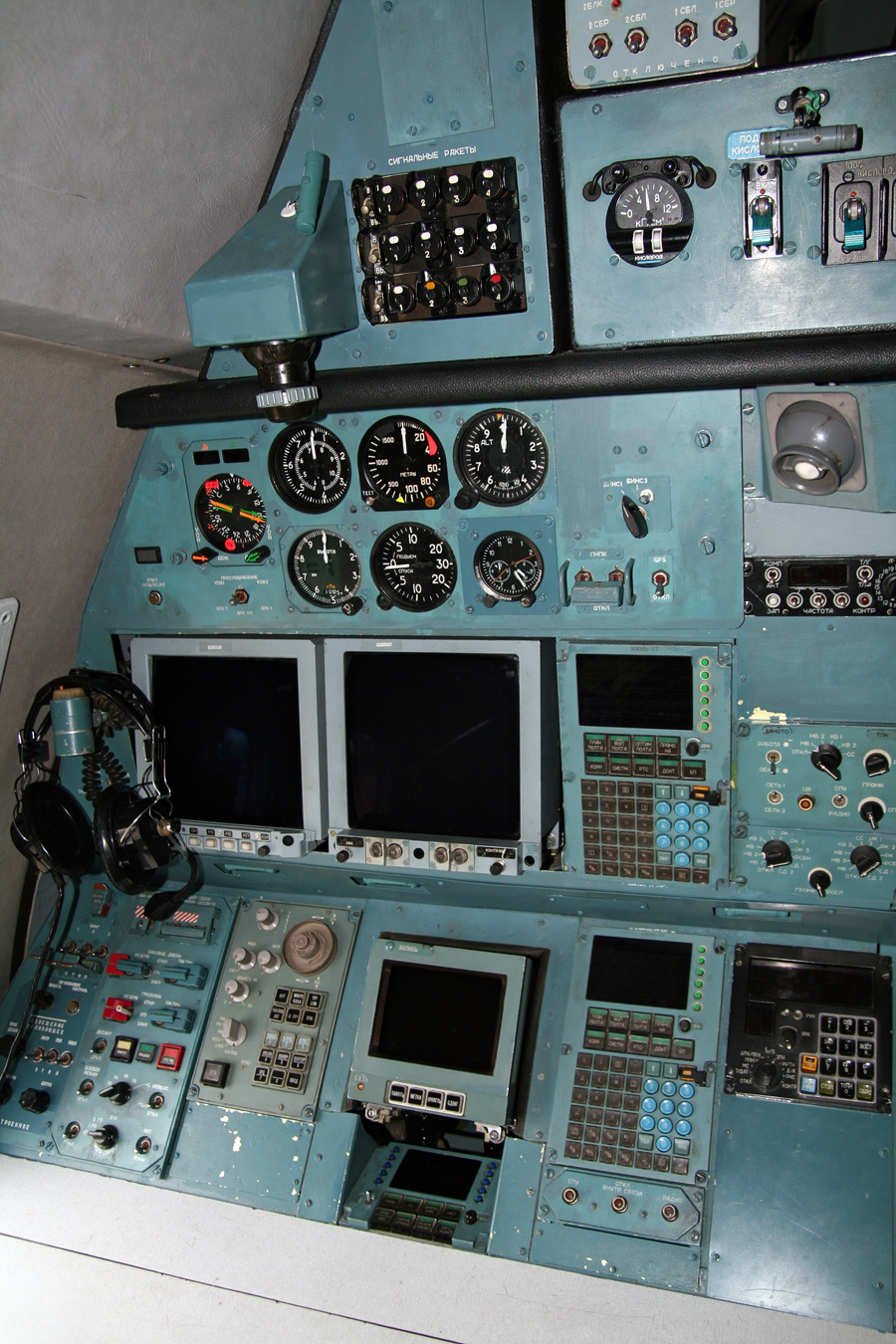
Рабочее место штурмана в самолёте Ан-70.

Штурман — профессия, специальность, должность, вид деятельности, профессиональное звание людей в воздухоплавании и авиации, связанных с управлением воздушным судном (летательным аппаратом (ЛА)), член экипажа.
В воздухоплавании и авиации штурман — должность лётного состава. Штурман ЛА обычно исполняет следующие обязанности: прокладывает курс, исчисляет перемещения и отмечает передвижение на цифровой или топографической карте воздушного судна, следит за исправной работой навигационных приборов. Рассчитывает время полета в зависимости от ветра на эшелоне, необходимое количество топлива на полет, минимальную безопасную высоту полета по отдельным участкам маршрута.
В военной авиации штурман, как лётчик-наблюдатель (воен. летнаб), помимо навигации, может вести фотосъемку, выполнять прицеливание и сброс бомб, наведение и пуск ракет, а в военно-транспортной авиации — десантирование личного состава, военной техники и грузов. Также в военной авиации штурман может иметь более узкую специализацию — штурман-оператор, и в этом случае его обязанности могут быть совершенно не связаны с навигацией. На некоторых типах летательных аппаратов штурмана обучают управлять самолетом, для дублирования лётчика.

## История

### В Российской Империи
В Российской Империи должность штурмана в авиации была введена в 1912 году одновременно с выделением авиации в отдельный род войск. В связи с увеличением дальности полётов и трудностью в ориентировке на незнакомой местности, пилоту бомбардировщика понадобился помощник, ведущий разведку и обстрел противника, в то время как пилот управляет самолётом.
С начала Первой Мировой войны в России существовало около 20 курсов «лётчиков-наблюдателей». 24 марта 1916 года была создана Центральная аэронавигационная станция в составе авиационного командования, что считается днём рождения авиационной штурманской службы.

### В Советской России и Союзе ССР
После революции экономика пришла в упадок и развитие авиации остановилось. Несмотря на применение в Гражданской войне авиации, никаких нововведений, в отличие от Европы, в воздухоплавательной навигации в России в это время не происходило. Большая часть как лётчиков, так и лётных наблюдателей, перешла на сторону «белых» и либо была убита, либо покинула страну. Из 97 авиаотрядов в стране остались 33, да и те были потрёпаны войной. Лишь по окончании Гражданской войны — в 1921 году — при управлении Воздушного Флота была организована аэронавигационная служба. Её техническое оснащение оставляло желать лучшего — приборов было мало, летать немногочисленные аэронавигаторы предпочитали по хорошо известным ориентирам.
В 1926 году аэронавигационную службу возглавил Борис Стерлигов. Он переоснастил аэронавигаторов и организовал курсы для их подготовки. Именно по его инициативе аэронавигаторов (на тот момент именовавшихся лётными-наблюдателями) стали называть штурманами по аналогии с морскими навигаторами. Приказом № 180 Реввоенсовета СССР от 28 февраля 1933 года были определены все лётные штурманские должности, вплоть до флагштурмана, которым стал Борис Стерлигов.
В 1925 году Иван Спирин совершил первый полёт вне видимости земных ориентиров — по приборам и штурманским расчётам по маршруту Москва — Коломна. В том же году был совершён перелёт из Москвы в Пекин. В 1927 году Иван Спирин участвует в большом европейском перелёте, а через два года разыскивает потерпевших аварию американцев в Арктике. 4—18 сентября 1930 года на самолётах Р-5 участвовал в групповом полёте по маршруту: Москва — Севастополь — Анкара — Тбилиси — Тегеран — Термез — Кабул — Ташкент — Оренбург — Москва. За 61 час 30 минут лётного времени было пройдено 10500 километров. 
В 1933 году уже Александр Беляков участвовал в перелёте из Москвы на Дальний Восток в качестве штурмана эскадрильи.  В 1934 году совместно с Георгием Байдуковым выполнил групповой перелёт на самолётах ТБ-3 по маршруту Москва — Варшава — Париж — Лион — Прага — Москва.
12—15 сентября 1934 года экипаж в составе командира Михаила Громова, инженера Александра Филина и штурмана Ивана Спирина на одномоторном самолёте АНТ-25, на борту которого были написаны буквы «РД» («Рекорд дальности») — поставил рекорд дальности, покрыв расстояние 12411 километров, осуществив перелёт с подмосковного аэродрома на харьковский аэродром. Данный перелёт был призван побить мировой рекорд французских пилотов Боссутро и Росси, которые в 1932 году на самолёте «Блерио» покрыли расстояние 10601 километр. Трёхсуточный полёт благополучно завершился выдающимся успехом. Экипаж установил новый мировой рекорд дальности и всесоюзный рекорд продолжительности, равный 75 часам.
20—22 июля 1936 года Александр Беляков на самолёте АНТ-25 в качестве штурмана (командир — Валерий Чкалов, второй пилот — Георгий Байдуков) совершил рекордный сверхдальний беспосадочный перелёт из Москвы на остров Удд (ныне — остров Чкалова) через Северный Ледовитый океан и Петропавловск-Камчатский протяжённостью 9374 км. На обратном пути первая посадка была в Хабаровске. 6 августа экипаж вылетел из Хабаровска. По пути в Москву были сделаны посадки в Красноярске и Омске (8 августа). В Москву самолёт прилетел 10 августа 1936 года.
В 1937 году Иван Спирин дважды участвовал в экспедициях на Северный полюс. Начальник аэронавигационного сектора НИИ ВВС комбриг Спирин в 1937 году был флаг-штурманом первой в мире воздушной экспедиции на Северный полюс. Полёт, начавшийся с Московского центрального аэродрома 22 марта, проходил в сложнейших метеорологических условиях и был успешно закончен 21 мая посадкой на льдину после того, как Спирин, сделав все необходимые расчёты, заявил: «Под нами полюс!» С самолёта на льдину была высажена четвёрка отважных людей во главе с Иваном Папаниным, которые затем несколько месяцев дрейфовали в Северном Ледовитом океане, занимаясь научной работой.
18—20 июня 1937 года Александр Беляков на самолёте АНТ-25 в качестве штурмана в составе того же экипажа впервые в мире совершил беспосадочный перелёт Москва — Северный полюс — Ванкувер (США), протяжённостью 8582 км.
27 июня — 28 июня  1938 года на самолёте ЦКБ-30 «Москва» экипаж в составе лётчика Владимира Коккинаки и штурмана Александра Бряндинского совершил беспосадочный перелёт по маршруту Москва — Дальний Восток (город Спасск-Дальний, Приморский край) протяжённостью 7580 километров (6850 километров по прямой). 9-ю месяцами позже Владимир Коккинаки 28 апреля — 29 апреля 1939 года на том же самолёте со штурманом Михаилом Гордиенко совершил беспосадочный перелёт Москва — Северная Америка (по маршруту Москва — Новгород — Хельсинки — Тронхейм — Исландия — мыс Фарвель (южная оконечность Гренландии) — остров Мискоу) протяжённостью 8000 километров. 
В годы Великой Отечественной войны множество лётчиков-штурманов совершили подвиги на фронтах, за что были удостоены наград, в том числе многие из них были удостоены высшей награды — Золотой Звезды Героя Советского Союза. Василий Сенько стал единственным из штурманов авиации, кто был награждён этим званием дважды. 
Должности в профессии бортштурман: 
- штурман воздушного судна;
- штурман-оператор;
- штурман-испытатель;
- штурман-инструктор;
- старший штурман-инспектор;
- ведущий штурман-инспектор;
- главный штурман-инспектор;
- штурман авиационной эскадрильи;
- старший штурман учебного авиационного центра;
- старший штурман авиационного училища;
- старший штурман авиационного предприятия;
- флаг-штурман (в ВВС с 1933 года). В гражданской авиации с 1973 года согласно «Наставлению по штурманской работе Министерства ГА» (НШС ГА-73 См. стр. 35 «Штурманская служба гражданской авиации от взлета до посадки». Электронная версия книги Липин А. В.). До 1975 года и впоследствии упразднено.
- главный штурман. В гражданской авиации с 1975 года согласно «Наставлению по штурманской работе Министерства ГА» (НШС ГА-75 См. стр. 35 «Штурманская служба гражданской авиации от взлета до посадки». Электронная версия книги Липин А. В.).

### В Российской Федерации — России
В современной гражданской авиации Российской Федерации  бортовые штурманы всё больше вытесняются техническими средствами навигации, позволяющими командиру экипажа получать всю нужную информацию «одним нажатием» (в будущем «одним словом»). И тем не менее в ВВС должность бортового штурмана ещё долго будет востребована.
Ряд штурманских функций может выполнять лётчик-наблюдатель. Например, в состав лётного экипажа, осуществляющего лесопатологический мониторинг, обязательно входит лётчик-наблюдатель, чья деятельность включает как ориентирование экипажа на местности, так и контроль с воздуха с целью оперативного обнаружения вновь возникших пожаров, разведки и слежения за действующими лесными пожарами (как визуально, так и с помощью технических средств).

## День штурмана
В России с 2000 года 24 марта, в день создания в 1916 году центральной аэронавигационной станции, отмечается День штурмана.